# یواس‌اس بابت دوم (اس‌پی-۴۸۴)
یواس‌اس بابت دوم (اس‌پی-۴۸۴) (به انگلیسی: USS Babette II (SP-484)) یک کشتی بود که طول آن ۵۲ فوت (۱۶ متر) بود. این کشتی در سال ۱۹۱۷ ساخته شد.